# 유다솜 (방송인)
유다솜(1990년 3월 ~ )은 대한민국의 필라테스 강사, 방송인이다.

## 경력
학력
세종대학교 무용학과 졸업

### 방송출연
- 2019년 - 《연애의 맛》 시즌 2, 《연애의 맛》 시즌 3 출연

### 필라테스 강사
- 호텔신라 삼성레포츠 소속 강사
- 전)써클 필라테스 강남점 수석강사
- MYLO 직장인들을 위한 오피스 운동법 강연
- 위키트리(Wiktree) 주최 오피스 운동법 촬영